# Sathiyan Gnanasekaran
Sathiyan Gnanasekaran, né le 8 janvier 1993 à Chennai, est un pongiste indien.

## Biographie
Sathiyan Gnanasekaran a grandi dans une famille de classe moyenne. C'est un garçon hyperactif. Il commence la pratique du tennis de table à l'âge de 5 ans pour remédier à ce trouble. Il est repéré par son futur entraîneur Subramanian Raman qui l'encourage de continuer à pratiquer ce sport sérieusement. Il ne s'entraîne alors que 2 à 3 heures par jour car il consacre une grande partie de son temps à ses études en ingénierie.
En juillet 2014, il obtient son diplôme d'ingénieur en technologie de l'information de St.Joseph’s College of Engineering à Madras. Il s'engage alors dans une carrière de pongiste professionnel.
Il perd son père en novembre 2015. Cet événement va renforcer sa motivation à réussir dans le monde du tennis de table.

## Carrière sportive
En 2011, il ramène une médaille de bronze avec l'équipe de l'Inde des championnats du monde junior.
Il gagne son premier titre international en 2016. Il s'impose en finale de l'Open de Belgique contre le local du tournoi Cedric Nuytinck. Il devient le deuxième joueur indien de l'histoire, après Sharath Kamal en 2010, à gagner un tournoi du circuit international.
L'année suivante, il remporte l'Open d'Espagne à Almeria en battant le japonais Kazuhiro Yoshimura en finale.
Il reçoit en 2018, le prix Arjuna (en) qui récompense les meilleurs athlètes indiens de l'année. Il dédie ce prix à son père. Il est notamment le grand artisan de la première médaille de l'histoire de l'Inde en tennis de table aux Jeux asiatiques de 2018. Ils éliminent alors le Japon de Kenta Matsudaira en quart de finale. Ils s'inclinent finalement au tour suivant contre la Corée du Sud mais ramènent une médaille de bronze. Enfin il est médaillé d'or par équipes aux Jeux du Commonwealth à Gold Coast.
Il atteint en juillet 2019 son meilleur classement mondial. Il occupe alors la 24e place mondiale en simple. Cette même année aux championnats du Commonwealth, il est médaillé d'or en par équipes avec l'Inde et en double mixte avec Archana Girish Kamath. Il ramène également deux médailles d'argent et simple et en double messieurs avec Sharath Kamal.
En 2021, il s'adjuge l'Open de République tchèque en tant que tête de série n°1.
Il gagne avec Manika Batra le WTT Contender 2022 de Budapest en double mixte. Il réitère également la performance de 2018 en remportant le tournoi par équipes des Jeux du Commonwealth 2022 à Birmingham.

## Parcours en club
En 2017, il fait partie des joueurs qui disputent la première édition de l'histoire de l'UTT, la première division indienne de tennis de table.
Il devient le premier indien à jouer dans la T-League qui est la première division japonaise. Il signe dans le club des Okayama Rivets pour la saison 2020-2021.
Il rejoint le club du Jura Morez Tennis de Table pour la saison 2022-2023 et qui évolue alors en pro A.

## Sponsoring
Il est sponsorisé par la marque Butterfly. Il est également parrainé par la Fondation GoSports, l’Autorité de développement des sports du Tamil Nadu et son employeur, Oil and Natural Gas Corporation of India.